# Ferrocarril en Somalia

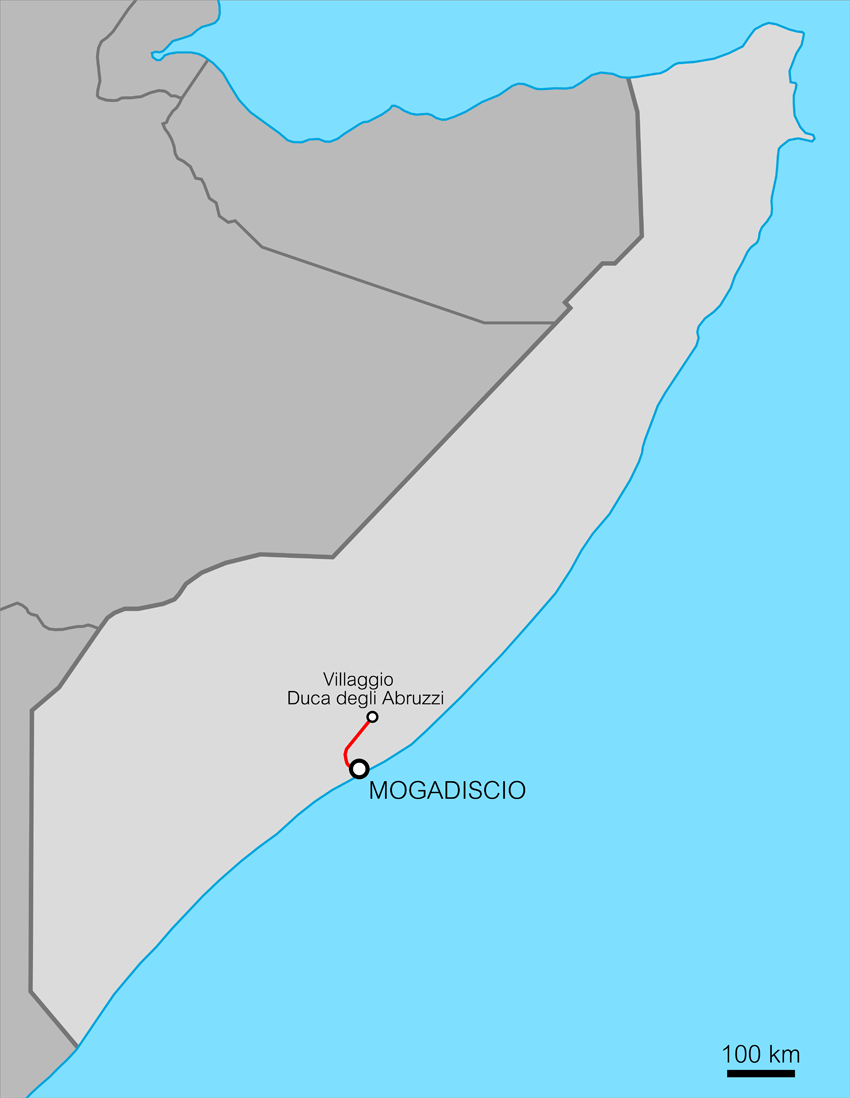
Ferrocarril italiano de Somalia.

El transporte ferroviario en Somalia consistía en el antiguo ferrocarril Mogadiscio-Villabruzzi y las vías secundarias. El sistema fue construido durante la década de 1910 por las autoridades de la Somalilandia italiana. Su ancho de vía era de 950 mm, un ancho favorecido por los italianos en sus colonias del Cuerno de África y el Norte de África. El ferrocarril fue desmantelado en la década de 1940 por los británicos durante su ocupación militar de la Somalilandia italiana, y posteriormente nunca fue rehabilitado.

## Línea ferroviaria Mogadiscio-Villabruzzi
Los 114 km del ferrocarril Mogadiscio-Villabruzzi (llamado en Italia "Ferrovia Mogadiscio-Villabruzzi") fueron el primer ferrocarril de la Somalilandia italiana. Se construyó inicialmente para los alrededores de Mogadiscio después de la Primera Guerra Mundial. Según el proyecto inicial -realizado a principios de la década de 1910- el ferrocarril debería haber llegado a Lugh desde Mogadiscio, pero los problemas económicos debidos a los gastos relacionados con la Primera Guerra Mundial detuvieron la construcción del ferrocarril a unas decenas de km de línea desde el puerto de Mogadiscio italiano.
En la década de 1920, el Príncipe Luigi Amedeo, Duca degli Abruzzi, un alto miembro de la familia real italiana, hizo que el ferrocarril se extendiera hasta los asentamientos agrícolas del río Shebelle que estaba desarrollando en ese momento. El ferrocarril llegó a Villabruzzi (Jowhar) en 1927.
En 1930, el ferrocarril transportó a 19.359 pasajeros, incluidos los turistas. Durante el mismo año, se transportaron 43.467 toneladas de productos (principalmente agrícolas), con unos ingresos de hasta 1.591.527 liras somalíes. La mayoría de los productos transportados eran plátanos, algodón y café de las plantaciones agrícolas de la zona de Villabruzzi, que luego se exportaban a través del puerto de Mogadiscio.
En 1924, se construyó un ferrocarril menor en la misma región. Tenía una pequeña vía de 600 mm de ancho, Genale-Afgoi. El ferrocarril tenía 46 km de longitud y unía el asentamiento agrícola de Genale con Afgoi en la ruta Mogadiscio-Villagio Duca degli Abruzzi. La construcción corrió a cargo de la Società Agricola Italo Somala (SAIS), que abrió la vía para poder transportar la caña de azúcar de sus plantaciones al puerto de Mogadiscio.

## Ferrocarril fronterizo Mogadiscio-Etiopía
En 1939, el líder italiano Benito Mussolini planeó una conexión ferroviaria entre Mogadiscio y Addis Abeba, tras la conquista italiana de Etiopía. Sin embargo, la Segunda Guerra Mundial puso fin al Imperio Italiano y, en consecuencia, abortó el proyecto.
Entre Villabruzzi y la frontera entre Somalia y Etiopía se construyó un pequeño ferrocarril de 600 mm de ancho de vía de 250 km para resolver los problemas logísticos relacionados con la conquista y ocupación de Etiopía. En 1928-1936, la vía se construyó inicialmente por tramos hasta Buloburde. El primer tramo ferroviario tenía 130 km de longitud. Comenzaba en Bivio Adalei del ferrocarril Mogadiscio-Villaggio Duca degli Abruzzi.
Durante la campaña de guerra contra Etiopía, este tramo de la línea decauville se desarrolló en paralelo a la carretera. Funcionaba con pequeñas locomotoras de petróleo, pero permitía el transporte de una gran cantidad de materiales al frente de Ogaden y se mantuvo al servicio de las actividades agrícolas incluso después del fin de las operaciones militares a mediados de 1936.
En el verano de 1940, al comienzo de la Segunda Guerra Mundial, la línea fue ampliada por el ejército italiano en unos 150 km. El ferrocarril llegaba ahora a Ferfer, cerca de la actual frontera entre Somalia y Etiopía. Las tropas somalíes de las divisiones primera y segunda del ejército colonial italiano ayudaron durante la construcción.
| Nombre                                       | Distancia        | Altitud          | Imagen |
| -------------------------------------------- | ---------------- | ---------------- | ------ |
| Mogadiscio                                   | 0 km (0 mi)      | 0 m (0 pies)     | [ 5 ]  |
| Puente sobre el río Shebelle                 | 30 km (18,6 mi)  | 18 m (59 pies)   | [ 6 ]  |
| Afgooye                                      | 50 km (31,1 mi)  | 64 pies (20 m)   |        |
| Adale                                        | 66 km (41,0 mi)  | 78 m (256 pies)  |        |
| Garsala                                      | 80 km (49,7 mi)  | 88 m (289 pies)  |        |
| Moico                                        | 90 km (55,9 mi)  | 91 m (299 pies)  |        |
| Puente sobre el río Shebelle                 | 111 km (69,0 mi) | 96 m (315 pies)  | [ 7 ]  |
| Villaggio Duca degli Abruzzi (actual Jowhar) | 114 km (70,8 mi) | 108 m (354 pies) |        |

Las estaciones de ferrocarril de Somalia, a excepción de la de la capital, Mogadiscio, eran muy sencillas y a menudo se trataba de simples estructuras de madera sin servicios de pasajeros. Algunas estructuras de la estación de Mogadiscio fueron desmanteladas por los británicos durante la Segunda Guerra Mundial y enviadas a la India.
El ferrocarril de Somalia italiana conectaba la capital, Mogadiscio, con Afgooye, y posteriormente, a partir de 1929, con Villaggio Duca degli Abruzzi -llamado habitualmente Villabruzzi (actual Jowhar). A principios de la década de 1930, la línea era atendida principalmente por máquinas diésel FIAT-TIBB. La línea y las estaciones fueron construidas por los italianos, pero posteriormente fueron desmanteladas por las tropas británicas durante la Segunda Guerra Mundial.

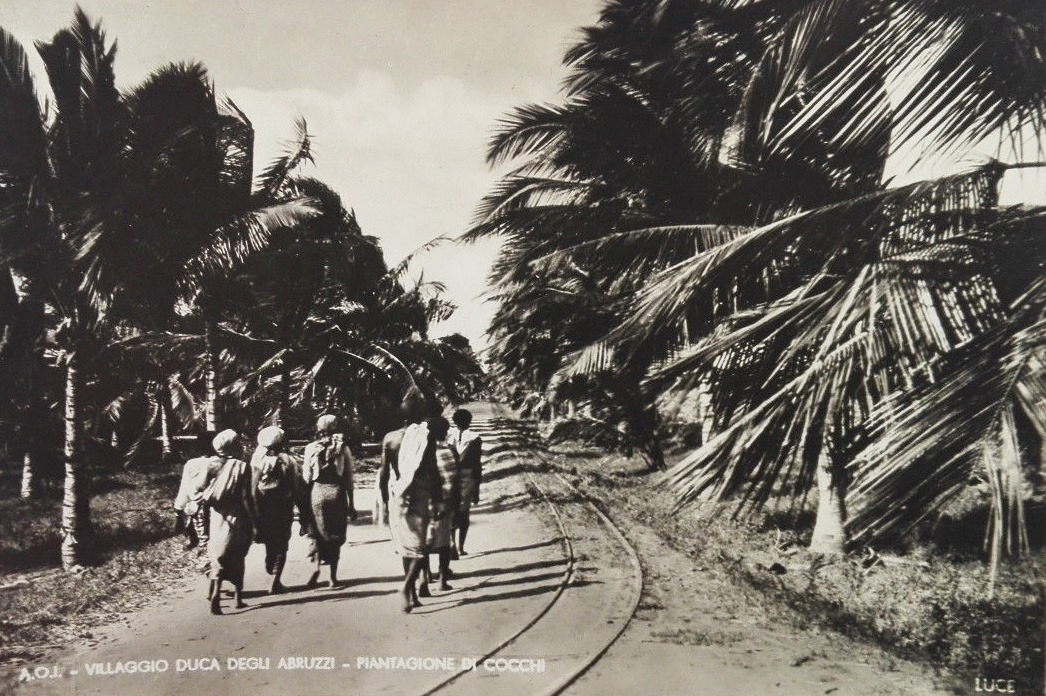
Ferrocarril Decauville en la plantación Cocchi, Villaggio Duca degli Abruzzi.

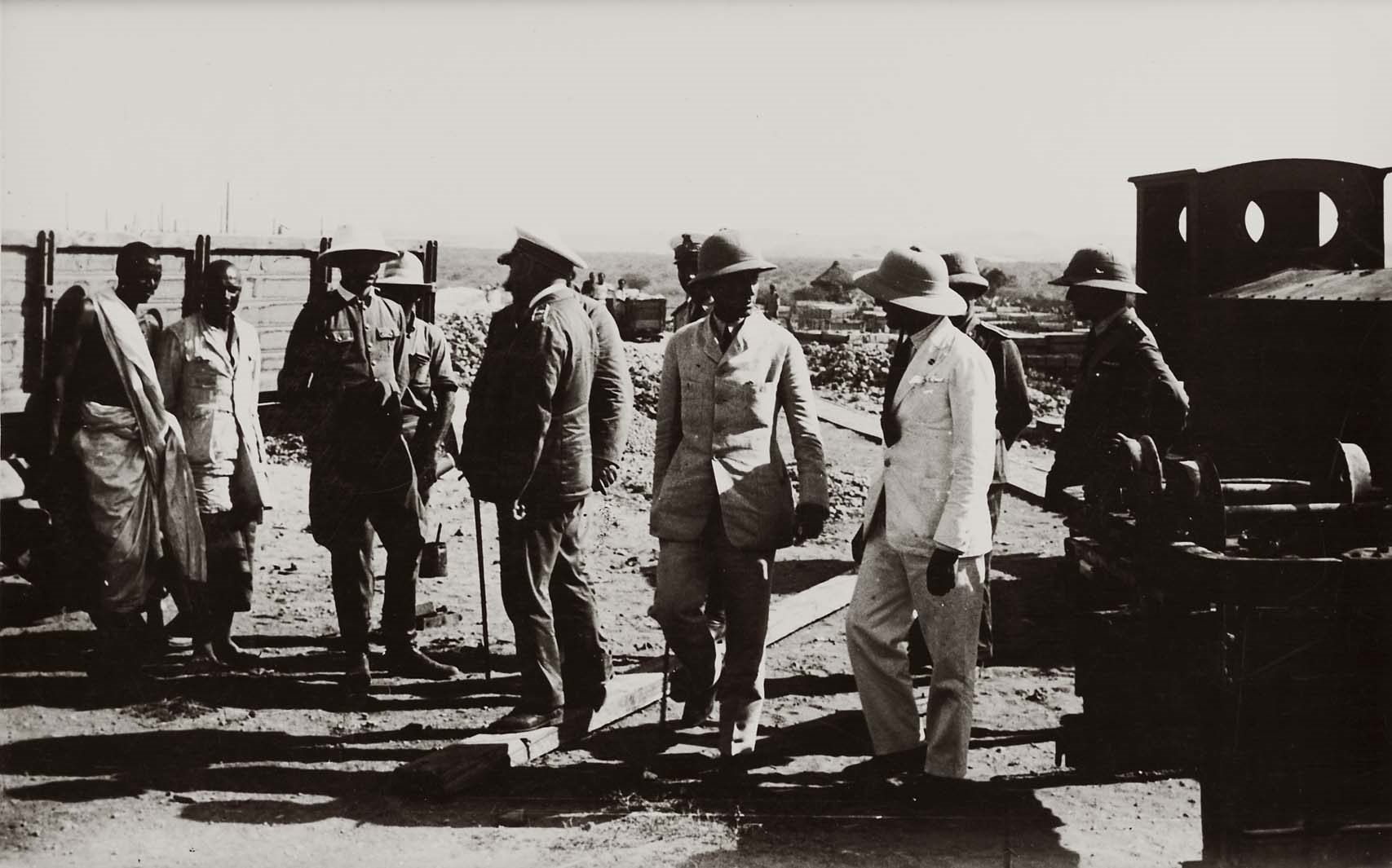
Estación de Decauville en Vittorio d'Africa.

## Ferrocarriles de Decauville
- Además, en la década de 1930 se construyó un pequeño ferrocarril de 600 mm de ancho (llamado decauville) de 250 km entre Villabruzzi y la frontera entre Somalia y Etiopía para resolver los problemas logísticos relacionados con la conquista y ocupación de Etiopía. En 1928-1936, la vía se construyó inicialmente por tramos hasta Buloburde. El primer tramo ferroviario tenía 130 km de longitud. Comenzaba en la pequeña estación de Bivio Adalei del ferrocarril Mogadiscio-Villaggio Duca degli Abruzzi (Jowhar).[11]
- En los años 20 se construyó otro pequeño ferrocarril "decauville" de 46 km entre Genale y la estación de Afgoi, pero sólo se utilizaba para el transporte de azúcar y la estación de tren eran simples depósitos. También daba servicio a la zona agrícola de los alrededores de Vittorio.
- También se creó una pequeña decauville en la Saline Dante (fábrica de sal de Hafun), en el norte de la Somalia italiana.